# Asperula strishovae
Asperula strishovae är en måreväxtart som beskrevs av M.G. Pachomova och Karim. Asperula strishovae ingår i släktet färgmåror, och familjen måreväxter. Inga underarter finns listade i Catalogue of Life.